# Meolo
Meolo é uma comuna italiana da região do Vêneto, província de Veneza, com cerca de 6.052 habitantes. Estende-se por uma área de 26 km², tendo uma densidade populacional de 233 hab/km². Faz fronteira com Fossalta di Piave, Monastier di Treviso (TV), Musile di Piave, Quarto d'Altino, Roncade (TV).

## Demografia
| Variação demográfica do município entre 1861 e 2011                               |
|                                                                                   |
| Fonte: Istituto Nazionale di Statistica (ISTAT) - Elaboração gráfica da Wikipedia |